# Grimme-Preis 2014
Am 4. April 2014 wurde im Theater der Stadt Marl der 50. Grimme-Preis verliehen. Unter den ca. 800 geladenen Gästen befanden sich neben vielen prominenten Schauspielern auch Bundespräsident Joachim Gauck, NRW-Ministerpräsidentin Hannelore Kraft sowie Rita Süssmuth, die Präsidentin des Deutschen Volkshochschulverbands, der Gründungsgesellschaft des Grimme-Instituts. Für die musikalische Begleitung sorgte Klaus Doldinger mit seiner Jazzformation Passport, die Moderation der Verleihung hatte Michael Steinbrecher.

## Pressekonferenz zur Verkündung der Preisträger
Die Pressekonferenz zur Verkündung der Grimme-Preisträger fand am 19. März 2014 im großen Saal der Düsseldorfer Landesanstalt für Medien Nordrhein-Westfalen statt.

## Fiktion

### Preisträger
- Eine mörderische Entscheidung (NDR/Arte)
  - Hannah Ley (Buch)
  - Raymond Ley (Buch/Regie)
  - Matthias Brandt (Darstellung)

- Grenzgang (WDR/NDR)
  - Hannah Hollinger (Buch)
  - Brigitte Maria Bertele (Regie)
  - K.D. Gruber (Szenenbild)
  - Claudia Michelsen (Darstellung)
  - Lars Eidinger (Darstellung)

- Tatort: Angezählt  (rbb/ORF)
  - Martin Ambrosch (Buch)
  - Sabine Derflinger (Regie)
  - Adele Neuhauser (Darstellung)
  - Harald Krassnitzer (Darstellung)

- Mord in Eberswalde (WDR)
  - Holger Karsten Schmidt (Buch)
  - Stephan Wagner (Regie)
  - Zazie Knepper (Szenenbild)
  - Ronald Zehrfeld (Darstellung)
  - Florian Panzner (Darstellung)

- Zeit der Helden (SWR/Arte)
  - Beate Langmaack (Buch)
  - Daniel Nocke (Buch)
  - Kai Wessel (Regie)
  - Volker Heise (Idee und Konzeption)
  - Thomas Kufus (Idee und Konzeption)
  - Martina Zöllner (Idee und Konzeption)
  - Julia Jäger (Darstellung, stellv. für das Ensemble)
  - Oliver Stokowski (Darstellung, stellv. für das Ensemble)

### Weitere Nominierungen
- Alaska Johansson (HR)
- Der Minister (Sat1)
- Die Auslöschung (SWR/ORF)
- Die Frau von früher (ZDF/Arte/3sat)
- Eine Hand wäscht die andere (NDR/Arte)
- Gestern waren wir Fremde (ARD Degeto)
- Operation Zucker (BR/ARD Degeto/WDR)
- Polizeiruf 110: Der Tod macht Engel aus uns allen (BR)
- Schuld sind immer die Anderen (SWR/Arte)
- Tatort: Borowski und der Engel (NDR)
- Und alle haben geschwiegen (ZDF)
- Unter Feinden (ZDF/Arte)
- Woyzeck (ZDF/Arte/3sat)
- Mobbing (BR/SWR/Arte; nachnominiert)

Serien & Mehrteiler
- Unsere Mütter, unsere Väter (ZDF)
- Verbrechen nach Ferdinand von Schirach (ZDF)
- Weissensee, 2. Staffel (MDR/ARD Degeto)

Spezial
- Janna Nandzik und Johannes Boss für Konzept und Umsetzung des interaktiven, multimedialen Projekts About: Kate (Arte)
- Julia Koschitz für die schauspielerische Leistung in den Filmen Pass gut auf ihn auf! (ZDF) und Tödliche Versuchung (ZDF)

## Information

### Preisträger
- Betongold (rbb/Arte)
  - Katrin Rothe (Buch/Regie)

- Sonneborn rettet die Welt (ZDF/ZDFneo)
  - Martin Sonneborn („Weltretter“)
  - Andreas Coerper (Idee/Buch/Regie)
  - Susanne Müller (Regie/Produktion)

- Restrisiko – Ein Film über Menschen im Maßregelvollzug (BR)
  - Katrin Bühlig (Buch/Regie)
  - Dagmar Biller (Tangram Film: Produktion)

- The Voice of Peace (NDR)
  - Eric Friedler (Buch/Regie)
  - Andrea Schröder-Jahn (Schnitt)

- Work Hard – Play Hard (ZDF/Arte)
  - Carmen Losmann (Buch/Regie)
  - Dirk Lütter (Kamera)

### Weitere Nominierungen
- 6 Millionen und einer (ZDF/Arte)
- Atomic Africa (WDR)
- Auslandsjournal – die Doku: Aleppo – die geteilte Stadt (ZDF/3sat/ZDFinfo)
- Carte Blanche (WDR/Arte/SF)
- Das Moor (BR/Arte/ORF)
- Der Rauswurf: Bärbel Bohley (rbb)
- Die Wohnung (ZDF/SWR/Arte)
- Geheimer Krieg (NDR)
- Hier und Heute: Linie 107 (WDR)
- Oma und Bella (RB)
- Töte zuerst (NDR/IBA Israeli Television/et al.)
- Trainer! (WDR)
- Versicherungsvertreter (WDR; nachnominiert)
- Gerhard Richter – Painting (WDR/Arte/MDR; nachnominiert)
- Staatsgeheimnis Bankenrettung (rbb/Arte; nachnominiert)

Serien & Mehrteiler
- Tagesschaum (WDR)
- Volksvertreter – Abgeordnet in den Bundestag (ZDF/3sat/ZDFinfo)
- ZDFzeit: Unser Krieg – Kampfeinsatz in Afghanistan (ZDF)

Spezial
- Detlef Gumm und Hans-Georg Ullrich für die Langzeitbeobachtung über 25 Jahre in Berlin – Ecke Bundesplatz (WDR/rbb/3sat)
- Monika Anthes und Eric Beres für ihre nachhaltige Recherche zum Fall Mollath. (SWR)

## Unterhaltung

### Preisträger
- Circus HalliGalli (ProSieben)
  - Joko Winterscheidt (Konzeption/Moderation)
  - Klaas Heufer-Umlauf (Konzeption/Moderation)

- Neo Magazin (ZDF/ZDFneo)
  - Matthias Schulz (Produktion)
  - Philipp Käßbohrer (Produktion)
  - Jan Böhmermann (Moderation/Autorenschaft/Produktion)

### Weitere Nominierungen
- Beef Buddies (ZDF/ZDFneo)
- Danni Lowinski, 4. Staffel (Sat.1)
- Die Jungs-WG: Ohne Eltern in den Schnee, Folge 10 (ZDF/KiKA)
- Diese Kaminskis – Wir legen Sie tiefer! (ZDF/ZDFneo)
- Frühstücksfernsehen mit Olli Dittrich (WDR)
- Herr Eppert sucht die Chefin (ZDF/ZDFneo)
- Lerchenberg (ZDF)
- Nichtgedanken (Tele 5)
- Pelzig hält sich (ZDF)
- Playlist – Sound of my Life (Tele 5)
- Sekretärinnen – Überleben von 9 bis 5 (RTL)
- Yps – Die Sendung (RTL/RTL NITRO)
- Zeig mir deine Welt (NDR)

Spezial
- Kai Blasberg für mutige und originelle Programmgestaltung im Unterhaltungsbereich für (u. a. Playlist, Hans Sarpei – Das T steht für Coach, Nichtgedanken) (Tele 5)
- Stefan Raab für seinen Beitrag im Kanzlerduell 2013 (ARD/ProSieben/RTL/ZDF)

## Sonderpreis Kultur des Landes NRW

### Preisträger
- stark! – Der Sommerclub. Für immer Freundinnen (ZDF)
  - Manuel Fenn (Regie/Kamera)
  - Antonia Fenn (Co-Regie/Schnitt)

### Weitere Nominierungen
- Das Mädchen mit den Schwefelhölzern (rbb/SR)
- Für Hund und Katz ist auch noch Platz (ZDF/BBC)
- Schau in meine Welt!: Akram und die Mauern im Meer (SWR)
- Wintertochter (rbb/BR/MDR/NDR/SWR)

## Publikumspreis der Marler Gruppe
- The Voice of Peace (NDR)
  - Eric Friedler (Buch/Regie)
  - Andrea Schröder-Jahn (Schnitt)

## Besondere Ehrung des Deutschen Volkshochschul-Verbandes
- Programmformat Tatort

## Eberhard-Fechner-Förderstipendium der VG Bild-Kunst
- Oma & Bella (RB)
  - Alexa Karolinski (Buch/Regie)